# Meus Prêmios Nick all'artista televisivo
Il Meus Prêmios Nick all'artista televisivo (Artista de TV masculino) è un premio assegnato annualmente ai Meus Prêmios Nick all'attore televisivo preferito dai telespettatori del canale Nickelodeon Brasile.
Nella prima edizione del 2000 la categoria ha assunto il nome di "Miglior attore" (Melhor ator) e dal 2001 al 2014 "Attore preferito". Dopo essere stata cancellata per l'edizione successiva, la categoria è ritornata nel 2019 con l'attuale denominazione.

## Vincitori e candidati
I vincitori sono indicati in grassetto.

### 2000
- 2000
  - Miguel Falabella - Sai de Baixo
- 2001
  - Rodrigo Santoro - Estrela-Guia
- 2002
  - Fábio Assunção - Coração de estudante
- 2003
  - Rodrigo Santoro - Mulheres Apaixonadas
- 2004
  - Fábio Assunção - Celebridade
- 2005
  - Rodrigo Santoro (Hoje é dia de Maria) / Sérgio Hondjakoff (Malhação)
- 2006
  - Reynaldo Gianecchini - Belíssima
  - Daniel de Oliveira - Cobras & Lagartos
  - Marcello Antony - Belíssima
  - Cacá Carvalhon - Belíssima
- 2007
  - Lázaro Ramos - Cobras & Lagartos
  - Fábio Assunção - Paraíso Tropical
  - Murilo Benício - Pé na Jaca
  - Thiago Fragoso - O Profeta
- 2008
  - Wagner Moura - Tropa de Elite - Gli squadroni della morte
  - Caio Castro - Malhação
  - Rafael Almeida - Malhação
  - Thiago Rodrigues - A Favorita
- 2009
  - Reinaldo Zavarce - Isa TVB
  - Cauã Reymond - A Favorita
  - Rodrigo Lombardi - Caminho das Índias
  - Tony Ramos - Caminho das Índias

### 2010
- 2010
  - Mateus Solano - Viver a Vida
  - Cauã Reymond - Passione
  - Fiuk - Malhação
  - Jayme Matarazzo - Escrito nas Estrelas
- 2011
  - Ricardo Tozzi - Insensato Coração
  - Cauã Reymond - Cordel Encantado
  - Gabriel Braga Nunes - Insensato Coração
  - Murilo Benício - Ti Ti Ti
- 2012
  - Cauã Reymond - Avenida Brasil
  - Fiuk - Aquele Beijo
  - José Loreto - Avenida Brasil
  - Marcelo Serrado - Fina Estampa
- 2013
  - Mateus Solano - Amor à vida
  - Andrés Mercado - Grachi
  - Marco Pigossi - Sangue Bom
  - Reynaldo Gianecchini - Guerra dos sexos
- 2014
  - Jean Paulo Campos - Patrulha Salvadora
  - Fábio Porchat - Vai que Cola
  - Paulo Gustavo - Vai que Cola
  - Bruno Gissoni - Em família
- 2019
  - João Guilherme
  - André Lamoglia
  - Léo Cidade
  - Rafael Vitti

### 2020
- 2020
  - João Guilherme
  - Lucas Burgatti
  - Felipe Simas
  - Caio Castro
- 2021
  - Celso Portiolli
  - Igor Jansen
  - Rafael Portugal
  - Tiago Leifert